# Loxocera quadrilinea
Loxocera quadrilinea är en tvåvingeart som först beskrevs av Walker 1861.  Loxocera quadrilinea ingår i släktet Loxocera och familjen rotflugor. Inga underarter finns listade i Catalogue of Life.